# Randallichthys filamentosus
Randallichthys filamentosus is een straalvinnige vis uit de familie van snappers (Lutjanidae), orde van baarsachtigen (Perciformes). De vis kan een lengte bereiken van 50 centimeter. De soort is de enige soort in het geslacht Randallichthys.

## Leefomgeving
Randallichthys filamentosus is een zoutwatervis. De soort komt voor in diep water in de Grote Oceaan, op een diepte van 150 tot 300 meter.

## Relatie tot de mens
Randallichthys filamentosus is voor de visserij van beperkt commercieel belang. In de hengelsport wordt er weinig op de vis gejaagd.
Voor de mens is Randallichthys filamentosus ongevaarlijk.